# Polymeridium pleurothecium
Polymeridium pleurothecium är en lavart som beskrevs av R. C. Harris. Polymeridium pleurothecium ingår i släktet Polymeridium och familjen Trypetheliaceae.   Inga underarter finns listade i Catalogue of Life.